# Bergsolitaire
De bergsolitaire (Myadestes townsendi) is een zangvogel uit de familie Turdidae (lijsters).

## Verspreiding en leefgebied
Deze soort telt 2 ondersoorten:
- M. t. townsendi: van het oostelijke deel van Centraal-Alaska tot de westelijke Verenigde Staten.
- M. t. calophonus: noordelijk en centraal Mexico.